# Theofil Alexandrijský
Theofil Alexandrijský (385–412) byl křesťanský duchovní, zastávají v letech 385–412 post 23.alexandrijského patriarchy. Koptská pravoslavná církev ho (jako jediná) uznává za světce. Podle svědectví svých současníků Teofil neblaze proslul svou netolerancí, krutostí a politickými intrikami.
V roce 391 objevil (podle Rufina a Sozomena) tajný pohanský chrám. Nechal výsměšně vystavit pohanské artefakty veřejnosti, což urazilo pohany natolik, že na křesťany zaútočili. Theofil zorganizoval křesťanskou milici, která pohany vytlačila do alexandrijského pohanského chrámu Serapeum. Pohané se přitom zřejmě zmocnili několika křesťanských rukojmích, kteří byli následně zabiti. Císař Theodosius I. poslal Theofilovi list, v němž nařídili, aby pohané byli omilostněni, ale na další Teofilovo naléhání povolil zbořit Serapeum. Podle Sókrata Scholastika zboření chrámu císař dovolil až po velkém Theofilově nátlaku. Theofil nechal chrám skutečně zbořit a jeho vybavení zničit. Údajně byli při ničení chrámu ubiti nebo usmrceni padajícími troskami i pohanští kněží. Poté Teofil zlikvidoval i další pohanské chrámy na území Alexandrie, včetně Mithraea a chrámu boha Priapa.
Zničení Serapea je považováno za jeden z mezníků vývoje starověkého světa, kdy křesťanství začalo násilně vytlačovat nejen pohanství, ale i celou antickou kulturu. Za symbolickou tečku tohoto tažení je považováno ubití novoplatónské filozofky Hypatie z Alexandrie, nařízené krátce po Teofilově smrti, roku 415, Theofilovým synovcem, žákem a nástupcem ve funkci arcibiskupa Cyrilem.
Souběžně s bojem proti pohanům se Theofil soustředil na pronásledování svých protivníků uvnitř církve - následovníků Órigenova učení. Patřili k nim zejména egyptští mniši z Nitrejské pouště, kteří opakovaně kritizovali Teofilovu hrabivost a obchodní aktivity, zahrnující kupčení s obilím a prodej otroků. Teofil odpověděl nařČením órigénovců z hereze. Vyčítal jim zdůrazňování lidské přirozensti v Ježíši Kristu a nevíru ve věčné zavržení hříšníků - v jejich učení byla zdůrazňována časná povaha pekelných trestů a konečná spása všech lidských duší. Paranoidní Teofil zašel tak daleko, že v roce 399 nechal vyhnat z Egypta asi 10 000 křesťanů včetně pouštních mnichů, podezřelých ze sympatií k Órigénovu učení, některí z nich při tom byli zavražděni Teofilovými stoupenci. Řecká ortodoxní církev si připomíná památku těchto mučedníků 10. července. Vyhnaní mniši se úchýlili do Konstantinopole, kde se jich ujal patriarcha Jan Zlatoústý, sám stoupenec Órigenových myšlenek. Tím na sebe uvalil Teofilovu nenávist.
Roku 402 se Teofil spolu se svým synovcem a pozdějším nástupcem Cyrilem Alexandrijským vypravil do Konstantinopole, kde za pomoci zastrašování a politických intrik dosáhli roku 403 sesazení patriarchy Jana Zlatoústého a jeho vypovězení z města. Lid si však vynutil jeho návrat a když Konstantinopol poničilo zemětřesení, císařovna Eudoxia jej povolala zpět. Příměří mezi Janem a císařovnou netrvalo dlouho, za přispění teofilových intrik byl na jaře 404 Jan Zaltoústý opětovně odsouzen za herezi, o Velikonocích brutálně zatčen a odsouzen do vyhnanství na východním pobřeží Čeného moře, Jan však vinou špatného zacházení již cestou zemřel.
Teofil vládl své diecézi pevnou rukou až do své smrti v roce 412, jeho nástupcem se stal synovec Cyril.
Z Theofilových spisů se zachovaly jen zlomky, zejména polemické dopisy Jeronýmovi a Homilie na ukřižování a dobrého zloděje, která se v koptské církvi dosud užívá jako liturgický text.